# Volkenlijst (Bijbel)

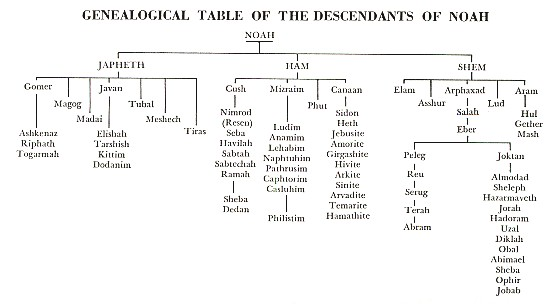
Volkerenlijst naar Genesis 10

De Volkenlijst is een lijst uit het Bijbelboek Genesis 10. Hier wordt beschreven wie de afstammelingen van Noachs zonen Sem, Cham en Jafet waren en hoe ze met elkaar verwant waren. De lijst bevat 70 namen en een groot aantal daarvan is als etnoniemen en toponiemen belangrijk voor de Bijbelse geografie.
Tot de 19e eeuw werd deze lijst in landen waar het christendom dominant was letterlijk genomen. Tegenwoordig zijn het de christenfundamentalisten die dat nog steeds doen.

De verspreiding van de volkeren kort na de Zondvloed volgens de interpretatie van Flavius Josephus

## Tekst in Genesis 10
In de Nieuwe Bijbelvertaling luidt de lijst van nakomelingen van Noachs zonen in Genesis 10 als volgt:
1. Dit zijn de nakomelingen van Sem, Cham en Jafet, de zonen van Noach; na de zondvloed kregen zij zonen.
2. Zonen van Jafet: Gomer, Magog, Madai, Jawan, Tubal, Mesech en Tiras.
3. Zonen van Gomer: Askenaz, Rifat en Togarma.
4. Zonen van Jawan: Elisa en Tarsis; andere nakomelingen van Jawan: Kittiërs en Dodanieten.
5. Van hen stammen de mensen af die verspreid over de kustgebieden leven, elke familie en elk volk in zijn eigen land en met zijn eigen taal.
6. Zonen van Cham: Kus, Misraïm, Put en Kanaän.
7. Zonen van Kus: Saba, Chawila, Sabta, Rama en Sabtecha. Zonen van Rama: Seba en Dedan.
8. Kus was ook de vader van Nimrod, die de eerste machthebber op aarde was.
9. Hij was een geweldig jager, door niemand overtroffen. Vandaar het gezegde: Een jager zonder weerga, een tweede Nimrod.
10. De kern van zijn rijk werd gevormd door Babel, Uruk, Akkad en Kalne, in Sinear.
11. Vanuit dat land trok hij naar Assyrië, waar hij Ninive, Rechobot-Ir en Kalach bouwde,
12. en ook de grote stad Resen, tussen Nineve en Kalach.
13. Misraïm was de stamvader van de Ludieten, de Anamieten, de Lehabieten, de Naftuchieten,
14. de Patrusieten, de Kasluchieten – uit wie de Filistijnen zijn voortgekomen – en de Kretenzers.
15. Kanaän was de vader van Sidon, die de oudste was, en van Chet,
16. en de stamvader van de Jebusieten, Amorieten, Girgasieten,
17. Chiwwieten, Arkieten, Sinieten,
18. Arwadieten, Semarieten en Hamatieten. Later verspreidden de families van de Kanaänieten zich,
19. zodat hun gebied zich van Sidon in de richting van Gerar uitstrekte tot aan Gaza, en in de richting van Sodom, Gomorra, Adma en Seboïm tot aan Lesa.
20. Dit waren de nakomelingen van Cham, ingedeeld naar families, talen, landen en volken.
21. Ook Sem kreeg zonen. Hij, Jafets oudste broer, is de stamvader van alle nakomelingen van Eber.
22. Zonen van Sem: Elam, Assur, Arpachsad, Lud en Aram.
23. Zonen van Aram: Us, Chul, Geter en Mas.
24. Arpachsad was de vader van Selach, en Selach de vader van Eber.
25. Eber kreeg twee zonen. De ene heette Peleg; in zijn tijd werd de aarde verdeeld. De andere heette Joktan.
26. Joktan was de vader van Almodad, Selef, Chasarmawet, Jerach,
27. Hadoram, Uzal, Dikla,
28. Obal, Abimaël, Seba,
29. Ofir, Chawila en Jobab. Zij allen waren zonen van Joktan.
30. Hun woongebied strekte zich uit van Mesa tot aan de Sefar, het gebergte in het oosten.
31. Dit waren de nakomelingen van Sem, ingedeeld naar families, talen, landen en volken.
32. Dit waren de families die afstamden van de zonen van Noach, ingedeeld naar afkomst en volken. Van hen stammen de verschillende volken af die zich na de zondvloed over de aarde hebben verspreid.